# Dmitri Laptev
Dmitri Jakovlevitsj Laptev (Russisch: Дмитрий Яковлевич Лаптев) (Nabij Velikieje Loeki, 1701 - aldaar, 31 januari [O.S. 20 januari] 1771) was een Russische Arctische ontdekkingsreiziger en viceadmiraal.
Laptev begon zijn carrière in de marine in 1718 als cadet. In 1736 werd hij benoemd tot leider van een van de groepen van de Tweede Kamtsjatka-expeditie. Tijdens zijn reizen over land en zee tussen 1739 en 1742 beschreef Laptev de zeekust van de monding van de Lena tot Kaap Bolsjoj Baranov ten oosten van de monding van de rivier Kolyma, het estuarium en de monding van de rivier Anadyr en de landroute van de ostrog Anadyrsk naar de Penzjinskaja Baai. Van 1741 tot 1742 onderzocht Laptev de Bolsjoj Anjoej en Anadyr rivieren. Na de expeditie vervolgde hij zijn militaire dienst in de Baltische Vloot. Laptev ging met pensioen in 1762.  Een kaap in de delta van de Lena en de Straat van Dmitri Laptev, die het Bolsjoj Ljachovski-eiland scheidt van het Aziatisch vasteland, dragen zijn naam. De Laptevzee is naar hem en Chariton Laptev vernoemd.